# 略夫雷加特河

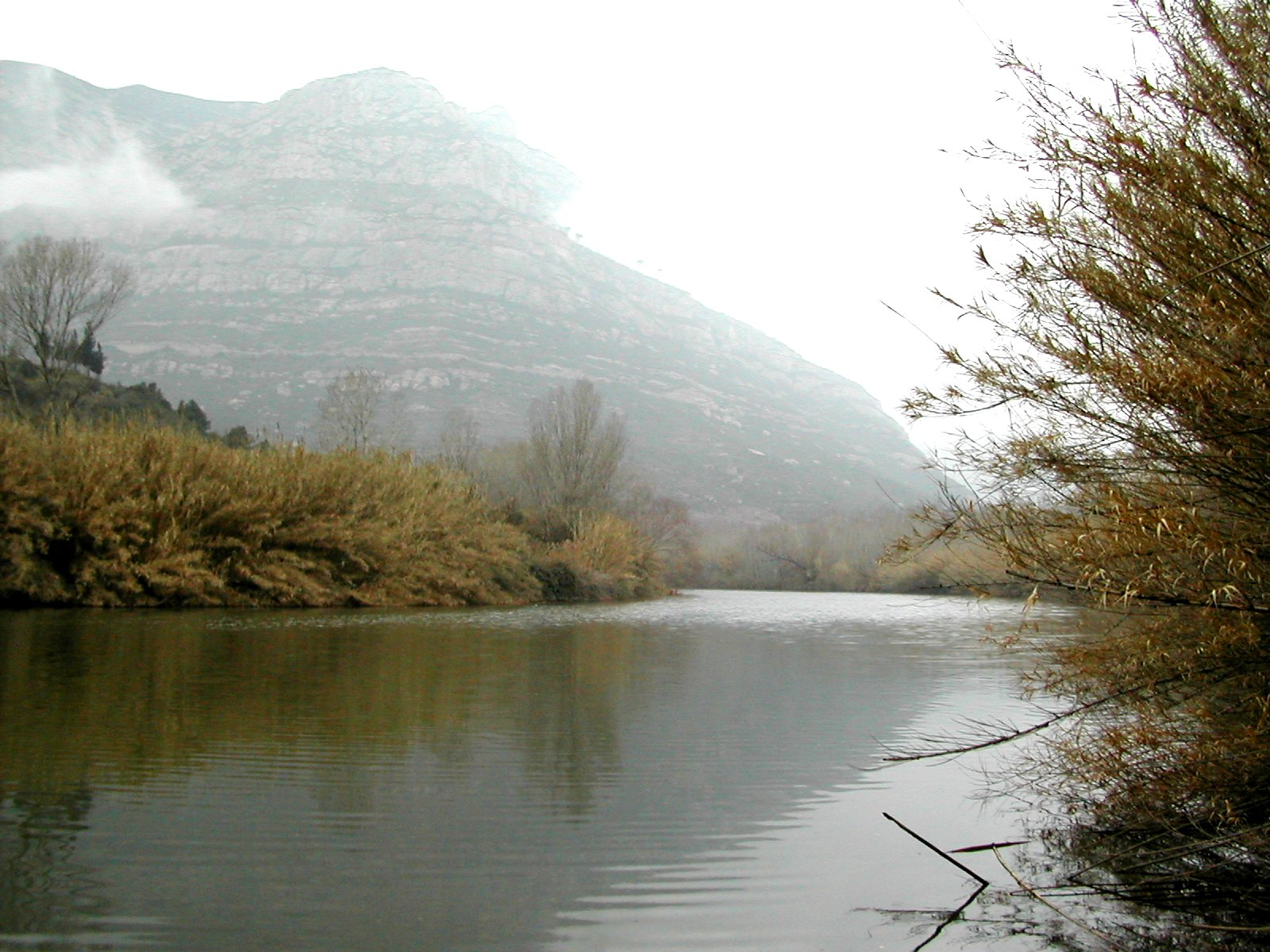
略夫雷加特河奧萊薩-德蒙特塞拉特鎮段

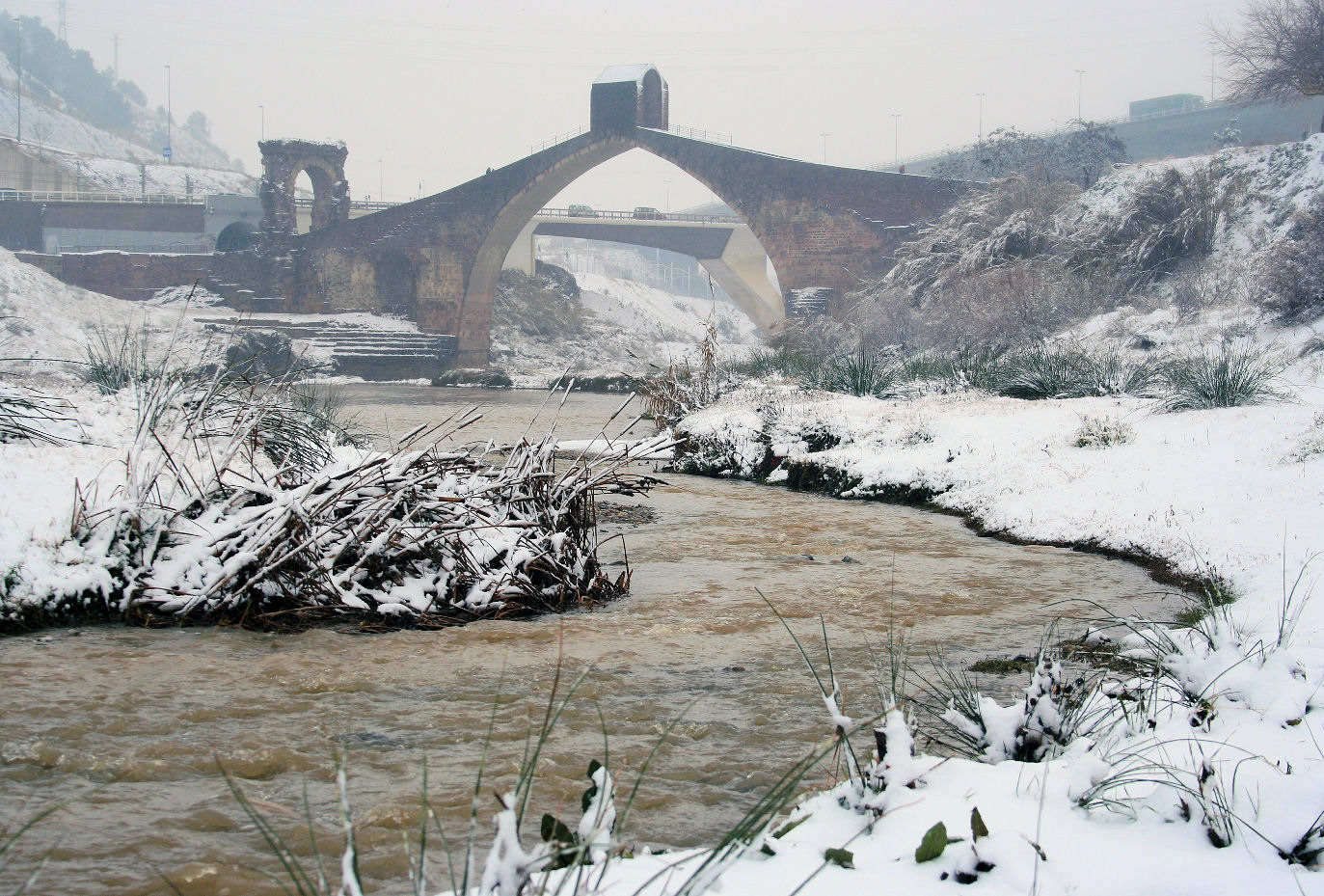
略夫雷加特河馬爾托雷爾鎮段

略夫雷加特河（西班牙語：Río Llobregat）是西班牙的河流，位於加泰羅尼亞，河道全長170公里，集水區面積4,948.3平方公里，發源自卡迪山脈，最終注入地中海，平均流量每秒19立方米。

## 外部連結
- River Llobregat Water Reclamation Project （页面存档备份，存于）

41°53′00″N 1°53′20″E / 41.88333°N 1.88889°E